# Ilithucia
Ilithucia (лат.) — род равнокрылых насекомых из семейства горбаток (Membracidae). Неотропика.

## Распространение
Встречаются в Южной и Центральной Америке: Аргентина, Боливия, Бразилия, Венесуэла, Колумбия, Панама, Перу, Эквадор.

## Описание
Длина тела менее 1 см. Пронотум вздутый, обычно с короткими надплечевыми рогами; задний край заднего отростка заканчивается одним шипом; передняя треть заднего отростка обычно вздута, в дальнейшем более или менее сжата; на боковом виде дорсальный край переднеспинки прямой или слегка извилистый.

## Классификация
Около 20 видов с учётом синонимизации родов Centrogonia и Penichrophorus.
- Ilithucia boliviana  Sakakibara, 2002
- Ilithucia brevicornis  Richter, L., 1941
- Ilithucia centrotoides  Walker, F., 1858
- Ilithucia ciliata  Fairmaire, 1846
- Ilithucia delvalle  Sakakibara, 2002
- Ilithucia dilatata  Richter, L., 1943
- Ilithucia elegans  Fowler, 1895
- Ilithucia grisescens  Funkhouser, 1940
- Ilithucia impressa  Richter, L., 1943
- Ilithucia incornigera  Richter, L., 1942
- Ilithucia nasuta  Stål, 1859
- Ilithucia nigrata  Sakakibara, 2002
- Ilithucia pacificata  Buckton, 1905
- Ilithucia pinguicornis  Funkhouser, 1919
- Ilithucia reducta  Richter, L., 1955
- Ilithucia richteri  Kopp & Yonke, 1979
- Ilithucia tachira  Sakakibara, 2002
- Ilithucia terminata  Fairmaire, 1846
  - =Ceresa morio Fairmaire, 1846
- Ilithucia vianai  Remes Lenicov, 1970